# Jacque Mercer
Jacquelyn Joy Mercer (7 de enero de 1931 – 2 de febrero de 1982) fue Miss America en 1949.

## Biografía
Mercer nació en Thatcher, Arizona. Nieta de la familia pionera Linville, que se estableció en Arizona a finales de la década de 1880, ganó el título de Miss América en 1949. Aparece mencionada (normalmente por el título, una vez por el nombre) varias veces en la novela de Philip Roth de 1997, American Pastoral.
Se casó y se divorció de su novio del instituto, Douglas Cook, durante su reinado como Miss América. Después de esto, se promulgó una norma que exige a las concursantes de Miss América firmar un compromiso en el que juran que nunca han estado casadas ni embarazadas.
Mientras estudiaba en la Universidad Estatal de Arizona de Tempe, Mercer actuó en una producción profesional de Hay Fever en el Sombrero Playhouse de Phoenix en febrero de 1953, junto a Miriam Hopkins, Wilton Graff y George Nader.
Tras divorciarse de Cook en 1950, Mercer se casó con un conocido casual, William Oldenburger, en Los Ángeles en agosto de 1952, pero se divorció 11 días después. En mayo de 1953 se casó en Litchfield Park, Arizona con Richard Curran, jugador de fútbol americano universitario y posteriormente de los Green Bay Packers, con quien tuvo dos hijos, Richard Jr. y Sharron Curran. Los Curran residieron en Phoenix, donde Dick Curran fundó una agencia de publicidad y Jacque enseñó más tarde en la escuela; se divorciaron en 1974. En enero de 1978 se casó con William Marvin Gillespie en Los Ángeles. El 2 de febrero de 1982, Mercer murió de leucemia en Los Ángeles.